# برایان رافالسکی
برایان رافالسکی (انگلیسی: Brian Rafalski؛ زادهٔ ۲۸ سپتامبر ۱۹۷۳) بازیکن هاکی روی یخ اهل ایالات متحده آمریکا است.
وی همچنین برندهٔ جوایزی همچون جام استنلی شده‌است.